# Mironia crassicuspis
Mironia crassicuspis là một loài Rêu trong họ Pottiaceae. Loài này được (H. Rob.) R.H. Zander mô tả khoa học đầu tiên năm 1993.